# Spermidine
La spermidine est une polyamine de formule H2N–CH2–CH2–CH2–CH2–NH–CH2–CH2–CH2–NH2 ainsi nommée car pour la première fois trouvée dans le sperme. Il s'agit d'un intermédiaire métabolique de la biosynthèse de la spermine à partir de putrescine et de S-adénosylméthionine décarboxylée.
On la trouve chez tous les êtres vivants chez lesquels elle semble avoir des fonctions vitales. Une enzyme (« spermidine synthase » ou SPDS) catalyse la formation de spermidine.
Ses fonctions sont encore mal comprises mais sont notamment étudiées via des souris de laboratoire génétiquement modifiées pour mimer des maladies du métabolisme ou catabolisme de cette molécule,.

## Fonctions dans l'organisme
Cette molécule est un polycation essentiel de l'organisme, probablement multifonctionnel et étroitement associé au contrôle de la croissance cellulaire, mais ses rôles et mécanismes d'action précis, notamment dans la biosynthèse des protéines et des acides nucléiques ou la stabilisation de la membrane cellulaire, ne sont pas encore entièrement compris,. 
La spermidine synchronise un ensemble de processus biologiques cellulaires impliquant la régulation d'ions tels que Ca2+, Na+, K+ ou l'ATPase, en maintenant ainsi le potentiel membranaire et le contrôle du pH du volume intracellulaire. 
La spermidine est un agent de la longévité en raison de son impact sur la régulation médiée par la chromatine de l'expression génique, mais via un mécanisme encore mal compris. Elle agit de concert et probablement synergiquement avec d'autres polyamines (dont la thermospermine) en contribuant par exemple à la résistance à un environnement salin et/ou à un climat sec. C'est un précurseur d'autres polyamines telles que la spermine et la thermospermine, dont la plupart contribuent à la tolérance à la sécheresse et à la salinité chez les plantes.
Elle est connue comme contribuant à la régulation de la croissance des végétaux, et est utilisée pour aider (in vitro) la transcription de l'ARN.
Chez une lignée de souris génétiquement modifiée qui surexpriment l'enzyme contrôlant la vitesse de catabolisme de la polyamine (spermidine/spermineN 1-acetyltransferase), les tissus accumulent anormalement de la putrescine et manquent de spermidine. Ceci affecte la croissance du poil et cause une perte totale des poils à l'âge de 3 à 4 semaines. L'histologie montre de grands kystes folliculaires dans le derme. Les femelles sont également infertiles, apparemment en raison d'un hypofonctionnement ovarien et d'un utérus hypoplasique. 
Des tests ont conclu que la spermidine augmente la croissance des cheveux et dope l'expression de cellules souches épithéliales associée aux cellules kératines K15 et K19. Elle module aussi (selon un schéma « dose-dépendant ») l'activité K15 de promoteur in situ et l'efficacité de formation de colonies, la prolifération et l'expression K15 de K15-GFP + cellules humaines isolées in vitro ».

## Synthèse
La spermidine est synthétisée à partir de la putrescine ; elle est également le précurseur de la spermine.

## Variations quantitatives
La quantité de spermidine présente dans l'organisme croît avec l'accélération du métabolisme et décroît lorsqu'il ralentit.
Les taux de polyamines varient aussi selon l'âge (et ceci de manière différentiée selon les organes). Ainsi lors d'une étude publiée en 2006 ayant porté sur des souris femelles âgées de 3, 10 et 26 semaines, les niveaux de polyamines n'ont pas changé dans le pancréas, le cerveau ni l'utérus mais le taux de spermidine a légèrement diminué dans l'intestin, et significativement chuté dans le thymus, la rate, les ovaires, le foie, l'estomac, les poumons, les reins, le cœur et le muscle durant la même période. Dans la peau, le taux de spermidine était le plus élevé chez la souris de 10 semaines et nettement moindre à 26 semaines. Ceci évoque un rôle important de cette polyamine dans la fonction du pancréas, du cerveau et de l'utérus chez la souris de 3 à 26 semaines d'âge. 
La même étude s'est intéressée aux sources alimentaires de polyamines : elle a montré que de nombreux aliments en contiennent des quantités appréciables dont par exemple (liste non limitative) : le germe de blé, le son de riz, le riz noir, la mangue des Philippines, le poivron vert, le potiron japonais, les noix, les marinades fermentées, les œufs de saumon et de morue salés, le foie de l'anguille, le bœuf, le porc et le poulet ; et comme on le savait déjà le soja, le (nattō), les champignons, l'orange et les feuilles de thé vert. 
Le taux de spermidine augmente naturellement lors de la croissance, la grossesse, la réparation des myocytes après un effort physique intense, la régénération des hématies lors d'une anémie ou après une hémorragie, ou encore lors d'un séjour en altitude. 
Il augmente également lors de certaines affections concernant les articulations (rhumatismes), le foie (hépatite), les intestins (colite) ou encore la peau (eczéma, psoriasis).
La concentration de spermidine endogène dépend également du vieillissement.